# Eudore Belzile
 (janvier 2010).
Eudore Belzile est un acteur québécois.

## Biographie
Comédien québécois, metteur en scène et directeur artistique du Théâtre des Gens d'en bas (Le Bic). Il quitte ces fonctions en octobre 2022,.

## Filmographie
- 2006 - Rechercher Victor Pellerin (ingénieur, photographe, ami de la famille Gauthier)
- 2017 - Théâtre d'automne, de Mathieu Barrette (rôle du metteur en scène et narrateur)[4]

## Télévision
- 1987 : La Guerre oubliée de Richard Boutet
- 1989-1991 - Le Grand Remous (rôle inconnu)
- 2001 - Fortier (Jacques Marsolais), deux épisodes

## Radio
- 1995 - Pour l'amour de Salomé, nouvelle de Jean-Marc Cormier (narration). Chaîne culturelle de Radio-Canada.

## Distinctions
- 2022 - Compagnon de l'Ordre des arts et des lettres du Québec[5].